# Góios
Góios is een plaats (freguesia) in de Portugese gemeente Barcelos en telt 567 inwoners (2001).